# Evangelisches Schulzentrum Gaußig
Das Evangelische Schulzentrum Gaußig ist ein 1998 gegründetes Schulzentrum in Doberschau-Gaußig.

## Beschreibung
Das Evangelische Schulzentrum Gaußig umfasst eine Grundschule, eine Oberschule sowie ein Berufliches Gymnasium in den Fachrichtungen Gesundheit- und Sozialwesen und Wirtschaftswissenschaften. Die drei Schulen befinden sich in freier Trägerschaft und sind staatlich anerkannte Ersatzschulen.

## Geschichte
Die Anregung für die Gründung einer Schule in Gaußig kam vom ortsansässigen Pfarrer Gerd Frey. Dieser hatte bereits zu DDR-Zeiten den Wunsch in Gaußig eine Schule zu gründen.
Das Evangelische Schulzentrum Gaußig wurde 1998 als Evangelische Mittelschule Gaußig gegründet. Der Gründung ging im Jahr 1996 die Gründung des Evangelischen Schulvereins im Landkreis Bautzen e.V voraus. 2004 wechselte die Grundschule, die vorher in kommunaler Trägerschaft war, zum Evangelischen Schulverein. 2009 eröffnete das Berufliche Gymnasium Gaußig.

## Schulprofil
Es finden regelmäßig Gottesdienste, Andachten, Rüstzeiten sowie verbindlicher Religionsunterricht statt. Der Schulverein „versteht sich […] in bewusster Nachfolge evangelischer Pädagogik“.